# Lijst Dedecker
Lijst Dedecker (LDD) is een Vlaamse libertaire politieke partij die van 2007 tot 2014 actief was in de federale en Vlaamse politiek en sindsdien enkel nog als lokale partij.
De partij werd op 19 januari 2007 voorgesteld door oud-Open Vld-senator Jean-Marie Dedecker, die – op een korte onderbreking in 2010 na – altijd partijvoorzitter was. In 2011 werd de naam gewijzigd in Libertair, Direct, Democratisch (het acroniem LDD bleef zo behouden). Voor de gemeenteraadsverkiezingen in 2012 werd de naamsverandering ongedaan gemaakt en kwam de partij (in nog slechts een aantal gemeenten) weer op onder de naam Lijst Dedecker.
Sinds de verkiezingen van 2014 is de partij niet meer vertegenwoordigd in een parlement. Enkel in Middelkerke, waar Jean-Marie Dedecker woont en in januari 2019 burgemeester werd, is er nog een actieve partijwerking. Peter Reekmans, burgemeester van Glabbeek, associeert zichzelf ook nog steeds met LDD, maar komt in zijn gemeente op met een lokale, onafhankelijke lijst.

## Geschiedenis

### Ontstaan
Na het ontslag van Jean-Marie Dedecker bij Open Vld richtte hij samen met enkele medestanders, waaronder Boudewijn Bouckaert, de denktank Cassandra op. Dedecker besliste in november 2006 om lid te worden van N-VA, maar dit bleef bij een zeer korte passage vermits CD&V haar veto tegen zijn lidmaatschap stelde. Cassandra besloot hierop dat er voldoende basis is voor een nieuwe liberale partij in Vlaanderen.
De nieuwe politieke partij werd dan ook op 19 januari 2007 officieel voorgesteld aan de pers als Lijst Dedecker, Partij van het Gezond Verstand. Al vrij snel sloegen de jongeren binnen de nieuwe partij de handen in elkaar om het gedachtegoed te verspreiden, ze doopten zichzelf als "Jong Gezond Verstand" en verkozen Isabelle Van Laethem tot voorzitster.
Op 19 mei 2007 hield de partij een grote verkiezingsmeeting te Antwerpen in de aanloop naar haar eerste verkiezingsdeelname. Er waren ruim 600 aanwezigen. Bij de daarop volgende federale verkiezingen van 10 juni 2007 behaalde de partij 6,5% van de stemmen, goed voor vijf zetels in de Kamer van volksvertegenwoordigers en één zetel in de Senaat.

### 2007-2010
Jean-Marie Dedecker zorgde voor opschudding in het politieke milieu toen bleek dat hij een privédetective had ingehuurd om minister van Buitenlandse Zaken Karel De Gucht (Open Vld) te controleren op vermeende onregelmatigheden bij de verkoop en het weer inhuren van overheidsgebouwen. Hij wist op dat moment niet dat de Bijzondere Belastinginspectie deze zaak ook onderzocht had. Open Vld en Lijst Dedecker voerden vervolgens een bitse verkiezingsstrijd. Een markant feit in de campagne was de overstap in april 2009 van Kamerlid Dirk Vijnck naar Open Vld, hierdoor verspeelde de partij het statuut van fractie en verloor daardoor de daaraan verbonden dotatie. Tevens moest de partij negen parlementaire medewerkers ontslaan, aangezien enkel erkende fracties recht hebben op fractiemedewerkers Een maand na zijn vertrek werd Dirk Vijnck echter weer lid van de LDD, waardoor de partij opnieuw over voldoende zetels beschikte om een fractie te vormen. In de nasleep van deze affaire kwam een document boven water waarin Vijnck financiële toekomstgaranties kreeg van Open Vld-voorzitter Bart Somers onder de vorm van een verkiesbare plaats bij de volgende verkiezingen of een kabinetspositie met een gelijkaardige verloning. Tevens kwamen documenten aan het licht waaruit bleek dat ook gepoogd werd LDD-Kamerlid Martine De Maght te doen overlopen naar Open Vld. In diezelfde maand raakte bekend dat onderzoeksjournalist Raf Sauviller van Humo en P-Magazine werkte aan een boek over Jean-Marie Dedecker met als titel: De buffel. De rode draad in het verhaal komt neer op vermeende belangenvermenging vanwege de politicus.
In 2009 werd de Nederlander Derk Jan Eppink het Europese boegbeeld van de partij bij de verkiezingen van 2009. Op 13 oktober van datzelfde jaar beschuldigde Patrick Ghys, voormalig mandataris van het Vlaams Belang en huidig gemeenteraadslid voor Lijst Dedecker in Mortsel, enkele Antwerpse LDD-kopstukken, waaronder Kamerlid Rob Van de Velde en de voormalige provinciale voorzitter Marc Gysels ervan bij de laatste verkiezingen verkiesbare plaatsen te hebben willen verkopen voor 50.000 euro. Eerder uitte voormalig LDD-mandataris Martine De Graeve gelijkaardige beschuldigingen. Het Mortsels gemeenteraadslid, Patrick Ghys werd op 10 november 2009 officieel uit de partij gezet. Hiermee wordt het eerder ontslag vanwege de betrokkene formeel bevestigd.
Tijdens de Belgische federale verkiezingen 2010 leed de partij een ernstige verkiezingsnederlaag en Jean-Marie Dedecker bood zijn ontslag als partijvoorzitter aan de dag na de verkiezingen. Een interne commissie deed onderzoek naar de oorzaken van de neergang van de partij. Op diezelfde persconferentie werd aangekondigd dat de naam van de partij zou veranderen, maar het acroniem LDD behouden zou blijven. Na de verkiezingsnederlaag werd gevreesd voor een leegloop van de partij. Verschillende LDD'ers hadden al vóór maar ook ná de verkiezingen geflirt met Open Vld. Boudewijn Boeckaert werd op de vingers getikt na een publieke uitspraak hierover. Op 25 juni 2010 stapte Vlaams Parlementslid en burgemeester van Koksijde Marc Vanden Bussche terug naar de Open Vld. Hiermee verloor LDD één zetel in het Vlaams Parlement en stond sindsdien op gelijke hoogte met Groen!. Het niet herverkozen Kamerlid van LDD, Rob Van de Velde, stapte over naar de N-VA en werd er fractiesecretaris voor de kamerfractie van die partij.
Chris Dobbelaere, een van de vier kandidaat-voorzitters bij LDD, beschuldigde partijkopman Jean-Marie Dedecker in 2010 van gesjoemel. Dobbelaere had problemen met de extra vergoeding van 55.000 euro die Dedecker als voorzitter opstreek, bovenop zijn wedde als fractievoorzitter in de Kamer. Bovendien zou de partij twee parlementaire medewerkers betalen om in het verzekeringskantoor van Jean-Marie Dedecker te Oostende verzekeringen te verkopen. Ook zou de partij een deel van de huur van het verzekeringskantoor betalen. "Wat Lijst Dedecker altijd aanklaagt, de graaicultuur, vinden we hier eigenlijk terug", aldus Chris Dobbelaere. Dedecker stelde dat Dobbelaere een nestbevuiler is.

### Nieuwe naam en voorzitter
Na de tegenvallende resultaten bij de federale verkiezingen van 13 juni 2010 werd besloten een nieuwe naam voor de partij te zoeken, maar met hetzelfde acroniem LDD. Op 22 januari 2011 werd op de nieuwjaarsreceptie de naam voorgesteld: Libertair, Direct, Democratisch. De baseline veranderde van Partij van het Gezond Verstand naar Vrij en verantwoordelijk. Tevens werd bekendgemaakt dat Lode Vereeck zijn functie als voorzitter doorgeeft aan Jean-Marie Dedecker, waarmee Dedecker zijn oude functie terug opneemt. In april 2011 wijzigde ook de jongerenafdeling haar naam, de nieuwe naam werd JongLibertairen. Op zaterdag 24 september 2011 werd er ook een nieuw bestuur gekozen bij de jongerenafdeling, Luc Rochtus werd de nieuwe voorzitter.

### 2012-2014
Voor de districts-, gemeente en provincieraadsverkiezingen van 2012 zou LDD in ongeveer 50 van de 308 Vlaamse gemeenten lijsten indienen, onder de oude partijnaam Lijst Dedecker. De naamsverandering werd zo weer ongedaan gemaakt. Voor deze verkiezingen schoof de voorzitter referenda en lagere belastingen naar voor als verkiezingsthema's. De partij nam niet deel aan de provincieraadsverkiezingen, naar eigen zeggen omdat ze dit een overbodig en duur bestuursniveau vindt. Bij de verkiezingen behaalde LDD enkel in Middelkerke, waar Dedecker zelf lijsttrekker was, zeven zetels. Op andere plaatsen haalden enkele LDD-leden op lokale lijsten ook een zetel binnen.
Voor de verkiezingen in 2014 diende Lijst Dedecker enkel een lijst in voor de Kamerverkiezingen in West-Vlaanderen. Volgens Jean-Marie Dedecker was het de enige provincie waar zijn partij nog redelijke kans maakte om boven de kiesdrempel uit te komen - de peilingen gaven namelijk aan dat LDD niet boven de kiesdrempel zou uitkomen. De partij diende dus geen lijst in voor de andere kieskringen, noch lijsten voor de Vlaamse, Brusselse of Europese verkiezingen. Daags na de bekendmaking van dit plan stapte Vereeck over naar Open Vld.
Bij deze verkiezingen haalde LDD de kiesdrempel niet, waardoor de partij sindsdien geen enkele vertegenwoordiger meer heeft in een parlement.

### Mogelijke terugkeer in 2024
In juli 2023 berichtten de kranten dat Jean-Marie Dedecker, die in 2019 op een N-VA-lijst werd verkozen en als onafhankelijke in de Kamer zetelt, een nationale herlancering van LDD voorbereidde in de aanloop naar de verkiezingen van 9 juni 2024. Daarbij zouden behalve Jean-Marie Dedecker ook diens zoon Dimitri Dedecker en burgemeester van Glabbeek Peter Reekmans betrokken geweest zijn. Voormalige kopstukken van de partij als Jurgen Verstrepen en Rob Van de Velde waren niet betrokken. Eind augustus berichtte De Morgen dat nog niet beslist was of LDD zou opkomen, maar dat er wel voldoende kandidaten waren voor lijsten in West-Vlaanderen, Oost-Vlaanderen en Vlaams-Brabant. Eind september 2023 raakte bekend dat Dedecker een akkoord had gesloten met N-VA en als onafhankelijke de West-Vlaamse Kamerlijst van de partij zou aanvoeren.

## Mandatarissen
| Naam            | Fractie                               | Periode   |
| --------------- | ------------------------------------- | --------- |
| Derk Jan Eppink | Europese Conservatieven en Hervormers | 2009-2014 |

| Kieskring       | Naam                | Periode   |
| --------------- | ------------------- | --------- |
| Antwerpen       | Jurgen Verstrepen   | 2007      |
| Antwerpen       | Rob Van de Velde    | 2007-2010 |
| Oost-Vlaanderen | Martine De Maght    | 2007-2010 |
| West-Vlaanderen | Jean-Marie Dedecker | 2007-2014 |
| West-Vlaanderen | Ulla Werbrouck      | 2007-2009 |
| West-Vlaanderen | Paul Vanhie         | 2009-2010 |
| Limburg         | Dirk Vijnck         | 2007-2010 |

| Kieskring | Naam            | Periode   |
| --------- | --------------- | --------- |
| Antwerpen | Lieve Van Ermen | 2007-2010 |

| Kieskring       | Naam                | Periode   |
| --------------- | ------------------- | --------- |
| Antwerpen       | Jurgen Verstrepen   | 2007-2012 |
| West-Vlaanderen | Jean-Marie Dedecker | 2009      |
| West-Vlaanderen | Marc Vanden Bussche | 2009-2010 |
| West-Vlaanderen | Ivan Sabbe          | 2009-2014 |
| West-Vlaanderen | Ulla Werbrouck      | 2009-2014 |
| Vlaams-Brabant  | Peter Reekmans      | 2009-2014 |
| Oost-Vlaanderen | Boudewijn Bouckaert | 2009-2014 |
| Oost-Vlaanderen | Patricia De Waele   | 2009-2014 |
| Limburg         | Lode Vereeck        | 2009-2014 |